# Festival del cinema di Ostenda
Il Festival del cinema di Ostenda è un festival cinematografico che si svolge annualmente nella città di Ostenda dal 2007 durante la prima metà del mese di settembre.
Il festival, che dura circa una decina di giorni, fu lanciato dopo la cancellazione dei premi Joseph Plateau.

## Premi
Durante il festival vengono assegnati i seguenti premi:
- Miglior film (Beste Film)
- Miglior regista (Beste Regisseur)
- Migliore sceneggiatura (Beste Scenario)
- Migliore attore protagonista (Beste Acteur in een Hoofdrol)
- Migliore attrice protagonista (Beste Actrice in een Hoofdrol)
- Migliore attore non protagonista (Beste Acteur in een Bijrol)
- Migliore attrice non protagonista (Beste Actrice in een Bijrol)
- Migliore fotografia (Beste Fotografie)
- Migliore colonna sonora (Beste Muziek)
- Miglior debutto (Beste Debuut)
- Menzione speciale (Bijzondere Prestatie)
- Premio onorario (Prijs van de Verdienste)